# صقر كرين
صقر كرين (كايروليسسينس جيرانوسبيزا) هو نوع من الطيور الجارحة في الأسرة بازيات .[بحاجة لمصدر]
يتوجد في الأرجنتين، بليز، بوليفيا، البرازيل، كولومبيا، كوستاريكا، إكوادور، السلفادور، غويانا الفرنسية، غواتيمالا، غيانا، هندوراس، المكسيك، نيكاراغوا، بنما، باراغواي، بيرو، سورينام، أوروغواي، وفنزويلا .
صقر كرين له أرجل طويلة جداً يستخدمه لاستخراج الفريسة من الشقوق في الأشجار.

## روابط خارجية
- «صقر كرين»: الصور، تلاحظ في www.birds-caatinga.com